# Muerte encefálica
La muerte encefálica (ME) (también, coma de tipo IV, coma irreversible; es frecuente el uso del galicismo coma dépassé, "coma sobrepasado o del que ya no se regresa"), descrita por vez primera en 1959 por Pierre Mollaret y Maurice Goulon, es un padecimiento determinado por el cese completo e irreversible de las funciones de los hemisferios cerebrales y del tronco encefálico. Las causas más frecuentes en adultos son las hemorragias intracraneanas, los traumatismos craneoencefálicos y las lesiones hipóxico-isquémicas secundarias a paro cardiorrespiratorio. Cualquiera que sea la causa, la ME se produce cuando la presión intracraneal supera la tensión arterial sistólica del paciente, lo que genera una parada circulatoria cerebral.

## Definición de muerte encefálica
La muerte encefálica invariablemente es seguida de paro cardíaco (a pesar de las medidas de sostén artificial). Durante este proceso se producen importantes cambios fisiopatológicos en los sistemas cardiovascular y respiratorio, así como desarreglos metabólicos y hormonales. El diagnóstico precoz de esta situación, la corrección de estas alteraciones y el mantenimiento de las funciones vitales pueden generar la oportunidad de donación de órganos.
Es necesaria una mejor definición de la muerte y durante las últimas décadas surgió el concepto de muerte cerebral o muerte encefálica. Según ese criterio, se puede declarar muerta a una persona que ha perdido en forma total e irreversible sus funciones cerebrales aun si permanece con actividad cardíaca y ventilatoria gracias al soporte artificial en una unidad de cuidados intensivos. La muerte encefálica implica el cese irreversible de la actividad vital de todo el encéfalo, incluido el tronco encefálico (estructura más baja del encéfalo encargada de las funciones vitales más importantes, como la respiración y el control cardíaco), con comprobación mediante protocolos clínicos neurológicos bien definidos y el apoyo de pruebas especializadas.
Los signos clínicos de la muerte son universales: se entiende que todas las personas mueren cuando la totalidad de las funciones de su encéfalo cesan de manera global e irreversible. Aunque en la mayoría de la población el proceso de la muerte se instaura en el encéfalo como consecuencia de una parada cardiorrespiratoria, la irreversibilidad del cuadro también es clara cuando se pierde la totalidad de las funciones del cerebro. No se trata, pues, de un estado de coma.
En 1968 se publicó el artículo que mejor describió el concepto de muerte cerebral o encefálica hasta entonces: el reporte del Comité de la Facultad de Medicina de la Universidad de Harvard para el estudio de la muerte encefálica, constituido por diez médicos, un abogado, un teólogo y un historiador. En ese artículo se estableció por primera vez el criterio para determinar la muerte sobre la base de un total y permanente daño encefálico, y se acuñó el concepto de brain death (en español «muerte encefálica»). Ese reporte, titulado entonces Una definición de coma irreversible, fue el primero en describir claramente los criterios diagnósticos de la muerte encefálica y constituyó el origen de grandes disertaciones sobre el tema y de revisiones y modificaciones que llevaron a los conceptos utilizados hoy por la gran mayoría de los países.
En nuestro idioma es preferible utilizar el término muerte encefálica porque refleja mejor lo que se quiere expresar dado que el término inglés brain se refiere al encéfalo, que incluye el cerebro, el tronco encefálico y el cerebelo, mientras que en español la palabra cerebro se refiere únicamente a los hemisferios cerebrales (cerebrum en inglés).
El diagnóstico de muerte encefálica tiene requerimientos tan rigurosos para declarar la muerte que si alguno de los ítems no se cumple en forma cabal no se puede declarar fallecida a la persona, pero una vez que se cumple todo el protocolo la irreversibilidad del daño encefálico es segura.
La muerte cerebral no surge de los trasplantes sino de las técnicas médicas que incluyeron la ventilación mecánica invasiva. Por lo tanto, no se declara muerte encefálica para procurar órganos sino para declarar la muerte como acto médico elemental para el que se concede aval social a los profesionales de la salud. En consecuencia, el retiro de todas las medidas de soporte y el traslado del cuerpo a la morgue es la conducta coherente cuando se ha dictaminado la muerte encefálica y, por lo tanto, el profesional es consciente de que se han desencadenado los procesos biológicos que llevan a la rápida descomposición del cuerpo y a la parada cardíaca inevitable, aun con la persistencia del soporte artificial. Haya o no trasplantes, mientras la ventilación mecánica persista como estrategia terapéutica seguirán presentándose casos de muerte encefálica, que no es menos muerte que la muerte misma.

## Diagnóstico
Para establecer el diagnóstico de muerte encefálica debe satisfacerse el criterio cerebral o encefálico diagnóstico de muerte, es decir, la comprobación del cese irreversible de la función del encéfalo como un todo (no necesariamente de todas las neuronas), aun en presencia de un funcionamiento cardiovascular y ventilatorio artificial.

### Marco legal
En España, el Real Decreto 426/1980, del 22 de febrero, por el que se desarrolla la Ley 30/1979, de 27 de octubre, sobre extracción y trasplante de órganos, establece que:
Artículo 10. Los órganos para cuyo trasplante se precisa la viabilidad de los mismos solo pueden extraerse del cuerpo de la persona fallecida previa comprobación de la muerte cerebral, basada en la constatación y concurrencia, durante treinta minutos, al menos, y la persistencia seis horas después del comienzo del coma, de los siguientes signos:
- Ausencia de respiración espontánea.
- Ausencia de reflejos cefálicos, con hipotonía muscular y midriasis. En ocasiones solo llega a una posición intermedia y no una midriasis total.
- Electroencefalograma «plano», demostrativo de inactividad bioeléctrica cerebral.

Los citados signos no serán suficientes ante situaciones de hipotermia inducida artificialmente o de administración de drogas depresoras del sistema nervioso central.
En Colombia, el decreto 2493 de 2004 del Ministerio de la Protección Social, en su capítulo III, establece:
Artículo 12. En el diagnóstico de muerte encefálica en adultos y niños mayores de dos (2) años, antes de cualquier procedimiento destinado a la utilización de componentes anatómicos para fines de trasplantes, deberá constatarse por lo menos la existencia de los siguientes signos:
- Ausencia irreversible de la respuesta cerebral, con pérdida absoluta de conciencia.
- Ausencia de respiración espontánea.
- Pupilas persistentemente dilatadas.
- Ausencia de reflejos pupilares a la luz.
- Ausencia de reflejo corneano.
- Ausencia de reflejos oculovestibulares.
- Ausencia de reflejo faríngeo o nauseoso.
- Ausencia de reflejo tusígeno.[9]

El diagnóstico de muerte encefálica no es procedente cuando en la persona existe cualquiera de las siguientes causas o condiciones que la simulan pero son reversibles:
- Alteraciones tóxicas (exógenas).
- Alteraciones metabólicas reversibles.
- Alteración por medicamentos o sustancias depresoras del sistema nervioso central y relajantes musculares.
- Hipotermia.

El diagnóstico de muerte encefálica y la comprobación de la persistencia de los signos correspondientes deben estar a cargo de dos o más médicos no interdependientes y que no formen parte del programa de trasplantes, uno de los cuales deberá ser especialista en ciencias neurológicas. Dichas actuaciones deberán constar por escrito en la correspondiente historia clínica, con indicación de la fecha y la hora, su resultado y el diagnóstico definitivo, el que incluirá la constatación de los siete (7) signos que determinan esa calificación.